# Hilarocassis exclamationis
Hilarocassis exclamationis es una especie de insecto coleóptero de la familia Chrysomelidae, descrita en 1767 por Carolus Linnaeus.
Se alimenta de Convolvulaceae. Se encuentra en las Américas y el Caribe.